# Jan Pavel
Jan Pavel (Doloplazy, Olomouc, Moravië, 19 maart 1946) is een Tsjechisch componist, muziekpedagoog, dirigent en trombonist.

## Leven
Pavel studeerde van 1960 tot 1965 aan de vak-muziekschool in Kroměříž (Duits: Kremsier), Moravië, onder andere trombone bij František Macha en compositie bij Oldřich Pavlovskék en Miloše Vignatiho, koordirectie en orkestdirectie bij Jan Jarolím. 
In 1965 ging hij in dienst als muziekpedagoog bij de basisschool in Pardubice. In 1969 werd hij muziekpedagoog in Olomouc en vanaf 1974 was hij in dezelfde stad als corepetitor, koorleider en dirigent aan het Statelijke Oldrich-Stibor-Theater werkzaam. Van 1991 tot 1993 werkte hij als pedagoog aan de kunst school te Přerov en van 1993 tot 1998 deed hij hetzelfde werk in de kunst school te Olomouc-Žerotín. 
Van 1996 tot 2001 was hij koorleider en hoofd van de afdeling musicologie aan de filosofische faculteit van de Palacký-Universiteit te Olomouc. Tegenwoordig is hij aan het Moravische Theater als corepetitor en verantwoordelijk voor het ballet-ensemble. 
Vanaf zijn studietijd is hij werkzaam met het componeren. Naast instructieve kindermuziekstukken componeert hij kamermuziek, vooral voor blazers, en in de laatste tijd schrijft hij ook werken voor groot harmonieorkest.

## Composities

### Werken voor harmonieorkest
- 1990 Ostřihom
- 1995 Concerto Bohemia
- Als die Flieder blühten
- Inagurační hudba
- Když kvetly šeříky, fantasie
- Ouvertura na vlastní téma (Ouverture over een eigen thema)
- Regtime mars
- Zlatý Klíč, fragment uit het ballet

### Missen, cantates en gewijde muziek
- Mše (Mis), voor kinderkoor 
  1. Vstup: Pojď zpívej píseň jásavou (Vivo)
  2. Mezizpěv: Hle přichází Král (Andante)
  3. Obětování: Ježíš je přítel můj (Allegro)
  4. Přijímání: Zde Bůh, zde Pán (Moderato)
  5. Závěr: Děkujme Pánu
- Kyrie - Gloria, voor kinderkoor

### Toneelwerken
- Zlatý klíč, ballet - libretto: Igor Ostapenk

### Werken voor koor
- Ej ráno, ráno (cyklus lidových písní), liederencyclus voor kinderkoor
- Za horama svitá (cyklus lidových písní). liederencyclus voor kinderkoor
- Na tu našu notéčku (cyklus lidových písní), liederencyclus voor kinderkoor
- Čarokruh, voor kinderkoor

### Kamermuziek
- 2000 Intrády (gecomponeerd voor Paus Johannes Paulus II; den naam van de Paus is in het Tsjechisch ook de naam van de componist (Jan Pavel))
- 2001 Triptych, voor drie trombones
- Fantazie, voor blaasinstrumenten
- Letní svita, voor blazerssextet en piano
- Pohádková svita, voor trompet en piano
- Toulky s pístalickou, voor blokfluit en piano

### Werken voor accordeon
- Variace, voor vier accordeons

- International Standard Name Identifier: 0000 0000 7906 1500
- Library of Congress Control Number: n2002075038
- Nationale Bibliotheek van Tsjechië: ola2005262875
- Virtual International Authority File: 14131584
- WorldCat: E39PBJppwrJ3yrD3pGW4HTfKBP